# Руда Майя Григорівна
Майя Григорівна Руда (нар. 5 травня 1968 року) — українська письменниця, членкиня НСПУ від 2024 року, НСЖУ від 2004 р.

## Біографічні відомості
Руда (Бевза) Майя Григорівна народилась 5 травня 1968 р. в с. Дзиґівка (тепер Ямпільської міської громади Могилів-Подільського району) на Вінниччині.
Закінчила Вінницьке педагогічне училище, Інститут журналістики Київського національного університету ім. Т. Шевченка (1994). У 1987—2021 рр. працювала завідуючою відділом в редакції районної газети «Ямпільські вісті». З переїздом 2021 року до Вінниці — на творчій роботі.

## Творчість
Поетеса. Також пише прозу, публіцистику, гуморески. Авторка книг лірики «На струнах вічності» (2004), «Жасминовий сніг» (2021), «Павутинка любові» (2022), «Мить сонця» (2022), публіцистичної прози «Посланий з безсмертя» (2014) про А. Й. Целіка. Окремою книгою видано літературний портрет «Майя Руда: Космічне та Земне» (2024, авторка — Л. Любацька).
Вірші друкувалися в періодиці, колективних збірниках та альманахах: «Дністрове гроно» (2015), «Русалка Дністровая» (2020), «Кольори кохання» (2020), «Дзвони Майдану» (2020), «Філософія життя», «Буг то є Бог» (2022), «На олтар перемоги» (2024).
24 вересня 2024 прийнята до Національної спілки письменників України.
|                            | …характерно для стилю поетеси: несподіваний зворот, небагатослівний, але влучний, свій образ, уміння вчасно завершити струмування думки, розповіді. І тоді направду поетичний рядок стає, за висловом самої авторки, «неначе в космос випущена фраза».…Майя Руда володіє особливим арсеналом в царині жіночої лірики. Якщо виділити її інтимну поезію в окремий розділ (чому б не видати і окремою книгою?), то вийде справжня сага про жагу кохання, про вірність і зраду, про вміння прощати і чекати, розуміти і вести любов за собою. Можливо, це навіть своєрідне віршоване провидіння, але в нього віриш з першої й до останньої строфи». |
| — Михайло Каменюк, 2022 р. | |

## Відзнаки
- Літературно-мистецька премія «Кришталева вишня» (2022)